# Myrcia capitata
Myrcia capitata är en myrtenväxtart som beskrevs av Otto Karl Berg. Myrcia capitata ingår i släktet Myrcia och familjen myrtenväxter. Inga underarter finns listade i Catalogue of Life.